# Leptobrachium hasseltii
Leptobrachium hasseltii es una especie de anfibio anuro de la familia Megophryidae.

## Distribución geográfica
Esta especie es endémica de Indonesia. Habita en las islas de Java, Madura, Bali y las islas Kangean.

## Etimología
Esta especie lleva el nombre en honor a Johan Coenraad van Hasselt.

## Publicación original
- Tschudi, 1838 : Classification der Batrachier, mit Berucksichtigung der fossilen Thiere dieser Abtheilung der Reptilien, p. 1-99[6]